# Diocesi di Cahors

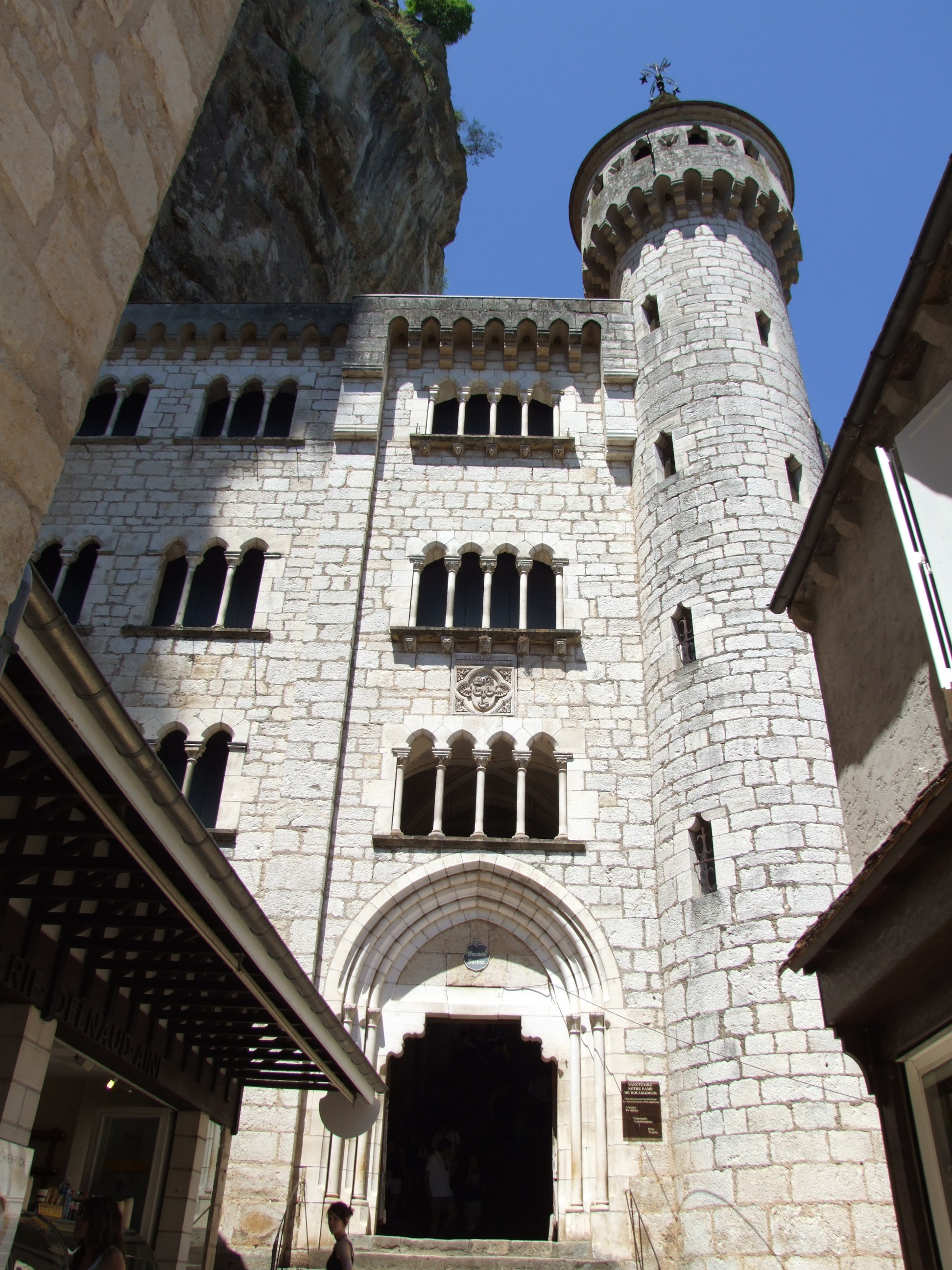
L'entrata del santuario Notre-Dame di Rocamadour, costruito a partire dall'XI secolo.

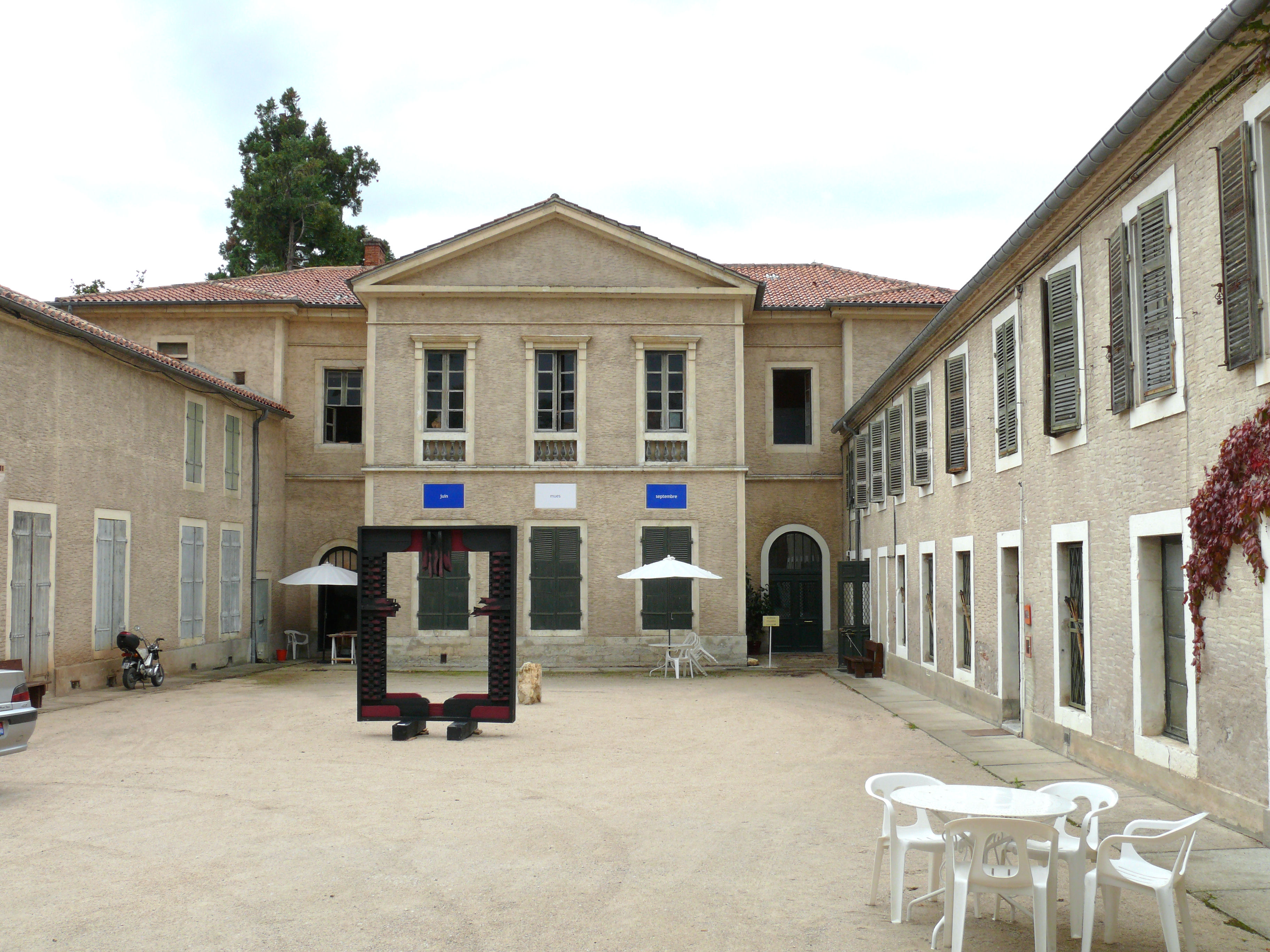
Il palazzo, che fu sede episcopale dal 1802 al 1905, ospita oggi il museo Henri Martin.

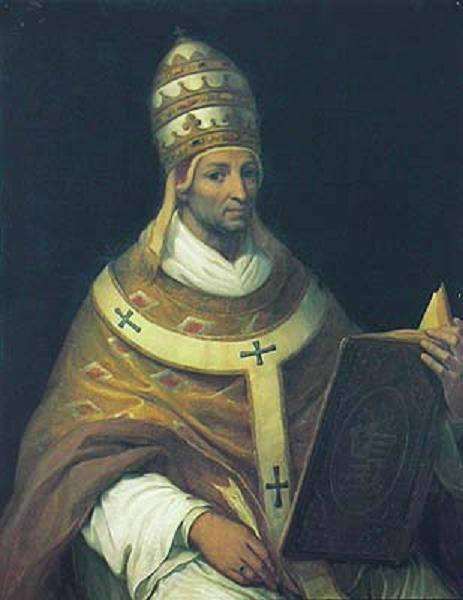
Papa Giovanni XXII, originario di Cahors, fu uno dei più grandi papi missionari del Medioevo.

La diocesi di Cahors (in latino Dioecesis Cadurcensis) è una sede della Chiesa cattolica in Francia suffraganea dell'arcidiocesi di Tolosa. Nel 2021 contava 164.000  battezzati su 174.800 abitanti. È retta dal vescovo Laurent Camiade.

## Territorio
La diocesi comprende il dipartimento francese del Lot.
Sede vescovile è la città di Cahors, dove si trova la cattedrale di Santo Stefano. In diocesi si trova anche la basilica minore di Notre-Dame di Rocamadour.
Il territorio è suddiviso in 392 parrocchie, raggruppate in 5 decanati: bassa valle del Lot, Cahors, Cère Dordogne, Figeac e Causse centrale.

## Storia
La città romana di Divona Cadurcorum, capitale dei Cadurci, popolo della Gallia celtica abitante la regione del Quercy, fu evangelizzata, secondo la tradizione, da san Marziale di Limoges. Protovescovo è considerato san Genulfo, benché la sua Vita sia molto tardiva e leggendaria. Un episcopus Cadurcensis di nome Florentius è attestato storicamente sul finire del IV secolo, come emerge dalla corrispondenza di san Paolino di Nola; il nome del successivo vescovo noto, Alizio, che pontificò all'inizio del V secolo, ci è stato trasmesso dalla Historia Francorum di Gregorio di Tours; il primo vescovo documentato grazie ai concili è Boezio, che prese parte al concilio di Agde del 506.
Cahors era una civitas della provincia romana dell'Aquitania prima dipendente dal punto di vista amministrativo da Bourges. La diocesi perciò, almeno dal VI secolo, dipendeva dal punto di vista religioso dalla provincia ecclesiastica dell'arcidiocesi di Bourges, sede metropolitana.
Al vescovo Géraud de Cardaillac si deve la costruzione dell'attuale cattedrale, che fu consacrata da papa Callisto II il 10 settembre 1119 ed ultimata verso il 1135.
L'11 luglio 1317 cedette una porzione del suo territorio a vantaggio dell'erezione della diocesi di Montauban.
Originario di Cahors era Jaques Duèze, che nel 1316 divenne papa con il nome di Giovanni XXII; grazie alla sua attenzione e alla sua generosità, venne fondata nel 1332 l'università di Cahors, una delle più importanti del sud-ovest della Francia a tal punto da godere gli stessi privilegi di quelle di Parigi e di Tolosa. Tra i suoi studenti, si ricorda in particolare Fénelon.
Nel 1636 divenne vescovo Alain de Solminihac, che ebbe cura di applicare nella sua diocesi le decisioni del concilio di Trento, tramite numerose visite pastorali e la fondazione del seminario diocesano. È stato beatificato da papa Giovanni Paolo II nel 1981.
Il 3 ottobre 1678 la diocesi divenne suffraganea dell'arcidiocesi di Albi.
In seguito al concordato con la bolla Qui Christi Domini di papa Pio VII del 29 novembre 1801 la diocesi si ampliò per incorporare parte del territorio delle diocesi di Montauban, di Rodez e di Vabres, che furono soppresse.
Il 17 febbraio 1808 la diocesi di Montauban fu ristabilita, ricavandone il territorio dalla diocesi di Cahors; questa decisione tuttavia ebbe effetto solo dopo il 6 ottobre 1822. In questo stesso giorno fu ristabilita anche la diocesi di Rodez, con territorio ricavato da quello della diocesi di Cahors.
Nell'Ottocento nacquero in diocesi Jean-Gabriel Perboyre, martire in Cina nel 1840 e canonizzato nel 1996; e Pierre Bonhomme, fondatore delle Suore di Nostra Signora del Calvario e beatificato nel 2003.
L'8 dicembre 2002, con la riorganizzazione delle circoscrizioni ecclesiastiche francesi, la diocesi è entrata a far parte della provincia ecclesiastica di Tolosa.

## Cronotassi dei vescovi
Si omettono i periodi di sede vacante non superiori ai 2 anni o non storicamente accertati.
- San Genulfo †[2]
- San Fiorenzo † (fine IV secolo)
- Alizio † (inizio V secolo)
- Sant'Anatolone ? † (metà del V secolo)[3]
- Boezio † (prima del 506 - dopo il 511)
- Sustrazio † (prima del 533 -  dopo il 541)
- Massimo † (menzionato nel 549)
- Maurilio † (? - circa 580 deceduto)
- Sant'Ursicino † (menzionato nel 585)
- Eusebio † (prima del 614 - circa 622/623 deceduto)
- Rustico † (circa 622/623 - 630 deceduto)
- San Desiderio † (8 aprile 630 - 15 novembre 655 deceduto)
- Beto † (menzionato nel 673/675)
- Capuano †[4]
- Sant'Ambrogio † (circa metà dell'VIII secolo)[5]
- Angario o Agarno †[6]
- Stefano I † (menzionato nell'852)[7]
- Guglielmo † (prima dell'875 - dopo l'887)
- Gerardo † (menzionato nel 917)
- Amblardo † (menzionato nel 930)
- Bernardo I † (menzionato nel 960)
- Stefano II † (prima del 964)
- Frottario † (prima del 968 - 990 deceduto)
- Gausberto † (990 - ?)[8]
- Bernard II de Castelnau, O.S.B. † (prima del 1005 - dopo il 1028)
- Dieudonné † (prima del 1031 - dopo il 1036)
- Bernard III † (prima del 1040 - dopo il 1052)
- Foulques † (prima del 1055 - dopo il 1063)
- Bernard IV † (menzionato nel 1067)
- Géraud de Gourdon † (1068 - 1112)
- Géraud de Cardaillac † (menzionato nel 1113)[9]
- Guillaume de Calmont † (1113 - dopo il 1143)
- Raymond I ? † (menzionato nel 1150)
- Géraud Hector † (1152 - 1199)
- Guillaume III † (1199 - prima del 1206)
- Barthélemy ? † (menzionato nel 1207)
- Guillaume de Cardaillac † (1208 - 6 febbraio 1234 deceduto)
- Pons d'Antejac † (agosto 1235 - 19 aprile 1236 deceduto)
- Géraud Barasc † (13 febbraio 1237 - 11 maggio 1250 deceduto)
- Barthélemy de Roux † (28 luglio 1250 - 5 settembre 1273 deceduto)
  - Sede vacante (1273-1280)
- Raymond de Cornil † (21 maggio 1280 - 1293[10] dimesso)
- Sicard de Montaigu † (7 marzo 1293 - dopo maggio 1299 deceduto)
- Raymond de Pauchel † (1300 - circa 1312 dimesso)[11]
- Pierre de Cazilhac † (21 aprile 1312 - ? dimesso)
- Hugues Géraud  † (16 febbraio 1313 - 1317 deposto)
- Guillaume de Labroue, O.P. † (18 dicembre 1317 - 1º o 2 luglio 1323 deceduto)
- Bertrand de Cardaillac † (20 luglio 1324 - 1364 ?)[12]
- Bec de Castelnau † (15 febbraio 1366 - dopo l'8 giugno 1388 deceduto)
- François de Cardaillac, O.F.M.  † (11 ottobre 1388 - 1404 deceduto)
- Guillaume d'Arpajon † (2 luglio 1404 - 1429[13] deceduto)
- Jean du Puy, O.P. † (16 aprile 1431 - 1438 deceduto)
- Jean de Castelnau † (24 ottobre 1438 - prima di aprile 1460 deceduto)
- Louis d'Albret † (30 luglio 1460 - 4 settembre 1465 deceduto)
- Antoine Allemand † (31 ottobre 1465 - 8 marzo 1475 nominato vescovo di Clermont)
- Guiscard d'Aubusson † (10 marzo 1475 - 15 luglio 1476 nominato vescovo di Carcassonne)
- Antoine Allemand † (15 luglio 1476 - 1493 deceduto) (per la seconda volta)
- Benoît de Jean † (8 gennaio 1494 - 1501 dimesso)
- Antoine de Luzech † (20 dicembre 1501 - 30 maggio 1509 deceduto)
- Germain de Ganay † (13 giugno 1509 - 3 luglio 1514 nominato vescovo di Orléans)
- Carlo Domenico Del Carretto † (3 luglio 1514 - 12 agosto 1514 dimesso)
- Luigi Del Carretto † (12 agosto 1514 - 1524 dimesso)
- Paolo Del Carretto † (15 luglio 1524 - prima del 22 settembre 1553 deceduto)
  - Alessandro Farnese il Giovane † (12 novembre 1554 - 7 maggio 1557 dimesso) (amministratore apostolico)
- Pierre de Bertrand † (7 maggio 1557 - 3 settembre 1563 deceduto)
- Jean de Balaguier † (28 aprile 1564 - 10 aprile 1576 deceduto)
- Antoine Hébrard de Saint-Sulpice † (4 febbraio 1577 - 17 gennaio 1599 deceduto)
- Siméon-Étienne de Popian † (10 settembre 1601 - 1627[14] deceduto)
- Pierre Habert † (1627 succeduto - 27 febbraio 1636 deceduto)
- Beato Alano di Solminihac, C.R.S.A. † (22 settembre 1636 - 31 dicembre 1659 deceduto)
- Nicolas Sévin † (31 dicembre 1659 succeduto- 9 novembre 1678 deceduto)
- Louis-Antoine de Noailles † (8 maggio 1679 - 17 marzo 1681 nominato vescovo di Châlons)
- Henri-Guillaume Le Jay † (28 aprile 1681 - 22 aprile 1693 deceduto)
- Henri de Briqueville † (28 settembre 1693 - 16 luglio 1741 deceduto)
- Bertrand-Jean-Baptiste-René du Guesclin † (18 settembre 1741 - 2 agosto 1766 deceduto)
- Joseph-Dominique de Cheylus † (22 dicembre 1766 - 14 dicembre 1776 dimesso)[15]
- Louis-Marie de Nicolay † (17 febbraio 1777 - 1791 deceduto)
  - Sede vacante (1791-1802)
- Guillaume-Balthasar Cousin de Grainville † (21 luglio 1802 - 2 marzo 1828 deceduto)
- Paul Louis Joseph D'Hautpoul † (23 giugno 1828 - 15 marzo 1842 dimesso)
- Jean-Jacques-David Bardou † (22 luglio 1842 - 30 gennaio 1863 deceduto)
- Joseph-François-Clet Peschoud † (28 settembre 1863  - 13 settembre 1865 deceduto)
- Pierre-Alfred Grimardias † (22 giugno 1866  - 27 maggio 1896 deceduto)
- Emile-Christophe Enard † (25 giugno 1896 - 21 febbraio 1906 nominato arcivescovo di Auch)
- Victor-Onésime-Quirin Laurans † (13 luglio 1906 - 15 luglio 1911 deceduto)
- Pierre-Célestin Cézerac † (27 novembre 1911 - 2 gennaio 1918 nominato arcivescovo coadiutore di Albi[16])
- Joseph-Lucien Giray † (15 febbraio 1918 - 13 febbraio 1936 dimesso[17])
- Jean-Joseph-Aimé Moussaron † (20 agosto 1936 - 11 maggio 1940 nominato arcivescovo di Albi)
- Paul Chevrier † (24 settembre 1941 - 21 agosto 1962 dimesso[18])
- André Bréheret † (21 agosto 1962 - 30 luglio 1972 deceduto)
- Joseph-Marie-Henri Rabine † (18 maggio 1973 - 17 marzo 1986 nominato arcivescovo di Albi)
- Maurice-Adolphe Gaidon † (20 gennaio 1987 - 4 febbraio 2004 ritirato)
- Norbert José Henri Turini (30 giugno 2004 - 18 ottobre 2014 nominato vescovo di Perpignano-Elne)
- Laurent Camiade, dal 15 luglio 2015

## Statistiche
La diocesi nel 2021 su una popolazione di 174.800 persone contava 164.000 battezzati, corrispondenti al 93,8% del totale.
| anno | popolazione | popolazione | popolazione | presbiteri | presbiteri | presbiteri | presbiteri                | diaconi | religiosi | religiosi | parrocchie |
| anno | battezzati  | totale      | %           | numero     | secolari   | regolari   | battezzati per presbitero | diaconi | uomini    | donne     | parrocchie |
| ---- | ----------- | ----------- | ----------- | ---------- | ---------- | ---------- | ------------------------- | ------- | --------- | --------- | ---------- |
| 1950 | 154.500     | 155.000     | 99,7        | 271        | 260        | 11         | 570                       |         | 31        | 645       | 480        |
| 1959 | ?           | 147.754     | ?           | 246        | 233        | 13         | ?                         |         | 25        | 313       | 478        |
| 1970 | 145.000     | 151.000     | 96,0        | 201        | 193        | 8          | 721                       |         | 13        | 358       | 405        |
| 1980 | 143.500     | 151.500     | 94,7        | 150        | 143        | 7          | 956                       |         | 7         | 260       | 403        |
| 1990 | 143.700     | 159.400     | 90,2        | 122        | 112        | 10         | 1.177                     |         | 15        | 167       | 403        |
| 1999 | 140.350     | 155.813     | 90,1        | 110        | 98         | 12         | 1.275                     | 3       | 12        | 123       | 403        |
| 2000 | 140.010     | 155.813     | 89,9        | 110        | 98         | 12         | 1.272                     | 3       | 12        | 117       | 403        |
| 2001 | 143.200     | 160.124     | 89,4        | 105        | 95         | 10         | 1.363                     | 3       | 10        | 112       | 403        |
| 2002 | 143.050     | 160.124     | 89,3        | 100        | 89         | 11         | 1.430                     | 4       | 11        | 105       | 403        |
| 2003 | 142.900     | 160.124     | 89,2        | 93         | 85         | 8          | 1.536                     | 5       | 8         | 94        | 403        |
| 2004 | 142.900     | 160.124     | 89,2        | 89         | 83         | 6          | 1.605                     | 4       | 6         | 88        | 403        |
| 2006 | 144.000     | 161.600     | 89,1        | 99         | 90         | 9          | 1.454                     | 1       | 9         | 81        | 403        |
| 2013 | 169.900     | 181.200     | 93,8        | 74         | 67         | 7          | 2.295                     | 8       | 8         | 89        | 391        |
| 2016 | 172.300     | 183.568     | 93,9        | 64         | 57         | 7          | 2.692                     | 8       | 8         | 88        | 392        |
| 2019 | 163.100     | 173.758     | 93,9        | 55         | 51         | 4          | 2.965                     | 8       | 8         | 60        | 392        |
| 2021 | 164.000     | 174.800     | 93,8        | 51         | 47         | 4          | 3.215                     | 7       | 4         | 51        | 392        |